# 西白河郡
- 令制国一覧 > 東山道 > 陸奥国・磐城国 > 白河郡
- 日本 > 東北地方 > 福島県 > 西白河郡

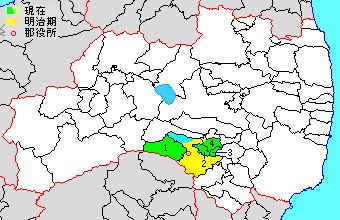
福島県西白河郡の範囲（1.西郷村 2.泉崎村 3.中島村 4.矢吹町 水色：後に他郡から編入した区域 薄黄：後に他郡に編入された区域）

西白河郡（にししらかわぐん）は、福島県にある郡。本項では1878年（明治12年）までの名称である白河郡（しらかわぐん）についても述べる。
人口48,559人、面積306.81km²、人口密度158人/km²。（2025年3月1日、推計人口）
以下の1町3村を含む。
- 西郷村（にしごうむら）
- 泉崎村（いずみざきむら）
- 中島村（なかじまむら）
- 矢吹町（やぶきまち）

## 郡域
1878年（明治12年）に行政区画として発足した当時の郡域は、上記1町3村から矢吹町の一部（境町・田内・馬場・本郷町・南町および子ハ清水・東の内の各一部）を除き、白河市および石川郡浅川町の一部（小貫・大田輪）を加えた地域である。

## 歴史

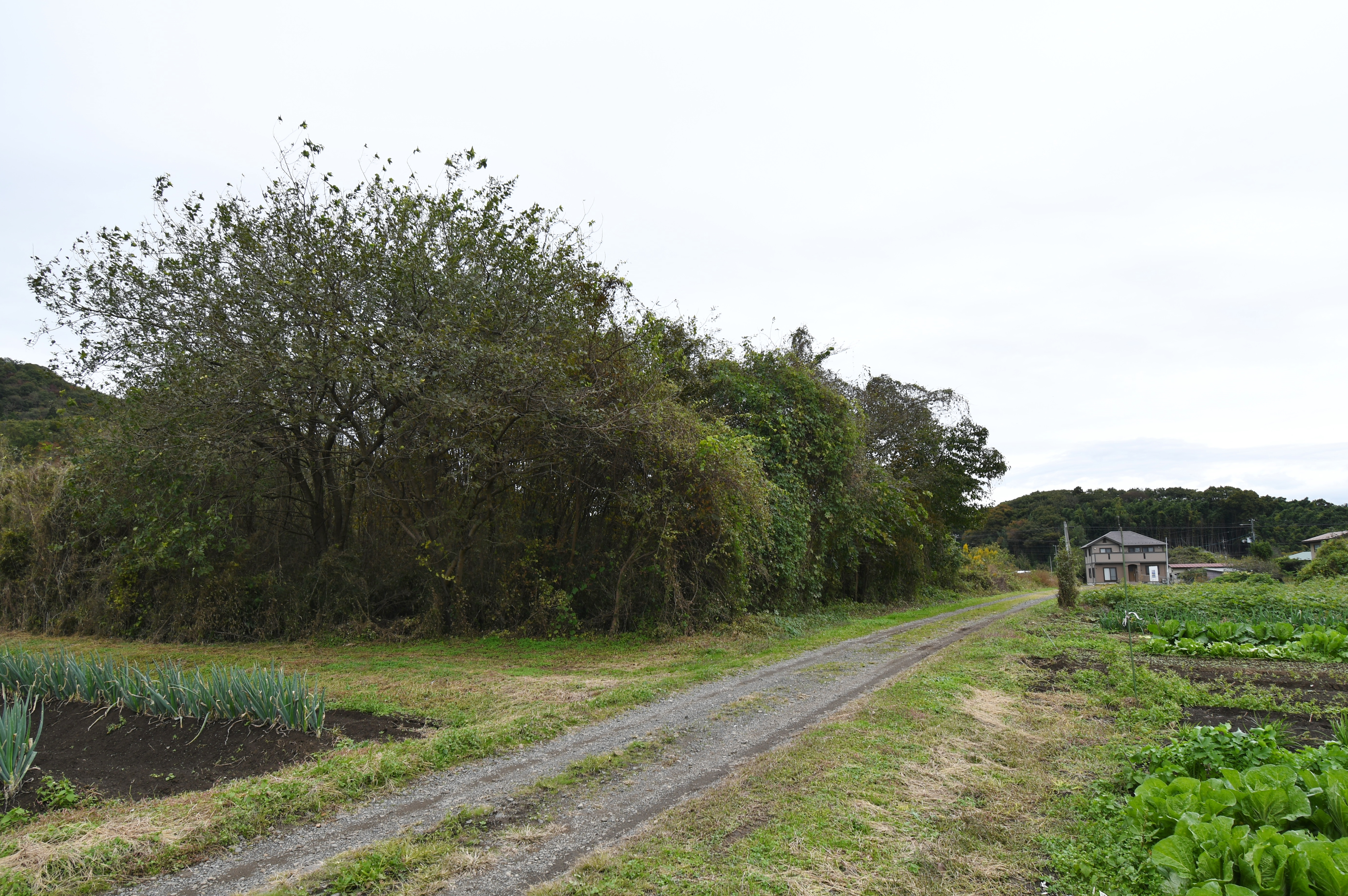
白河郡衙推定地の関和久官衙遺跡

西白河郡の旧称である白河郡は、『先代旧事本紀』中の「国造本紀」では、白河国造の支配下にあったとされている。
律令制下で白河国造の所領は郡へと変更され、陸奥国への入口として白河関が置かれた。関和久官衙遺跡（泉崎村関和久）が古代の郡衙と推定されている。養老2年（718年）、陸奥国の三分割にともない、白河・石背・会津・安積・信夫の5郡は石背国として分立したが、10年ほどで陸奥国に復帰している。
10世紀前半に著された『和名類聚抄』には「之良加波（しらかは）郡」とあり、大村・丹波・松田・入野・鹿田・石川・長田・白川・小野・駅家・松戸・小田・藤田・屋代・常世・高野・依上の17郷が載せられている。17という郷数は陸奥国の中では最多であり、その範囲も後世の西白河郡・東白川郡・石川郡の全部に加え、田村郡および常陸国久慈郡の一部にまで及ぶ広大なものであった。
ただし高野・入野・鹿田・常世・依上の5郷てついては、「国、分ちて高野郡と為す」と注記されており、この頃には既に高野郡として分立済みであったと見られている。また石川・長田・藤田の3郷は、康平6年（1063年）に前九年の役の軍功により石川郷一帯を拝領した源有光（陸奥石川氏の祖）が同地に土着して石川荘を開き、この石川荘のちにが白河郡から分離して、石川郡という独立した郡として扱われるようになった。
- 白河郡 - 白川郷（関和久）、大村郷（大村）、丹波郷（泉崎・中畑・信夫）、松田郷（釜子）、小野郷、駅家郷、松戸郷（松倉・滑津）、小田郷（小田川・小田倉）、屋代郷（社・金山）
- 高野郡へ - 高野郷（矢祭・塙）、入野郷、鹿田郷（鮫川）、常世郷（塙）、依上郷（茨城県大子。太閤検地の際に常陸国久慈郡に編入）
- 石川郡へ - 石川郷（石川）、長田郷（中田・永田）、藤田郷（中野）

白河郡は文治5年（1189年）の奥州合戦で軍功を挙げた結城朝光に与えられた。朝光への恩賞に白河郡が宛てられたのは、久安6年（1150年）に朝光の父・小山政光が白河荘社・金山の預所職を得ていたことが関係しているという。のち朝光の孫・結城祐広が分家し（白河結城氏）、結城氏による支配は天正18年（1590年）の奥州仕置で結城義親が改易されるまで続いた。
江戸時代の寛文年間（1661年～1673年）に白河・高野・石川の三郡を統合し白川郡としたが、元禄年間（1688年～1704年）に、白河・白川（元の高野）・石川の三郡に再分割され、以後若干の郡境変更を経て、明治12年（1878年）の郡区町村編制法の際に白川郡との区別のため、「西」の字を冠して西白河郡へと改称され、現在に至っている。

### 近代以降の沿革
- 「旧高旧領取調帳」に記載されている明治初年時点での支配は以下の通り。（7町99村）

| 知行   | 知行       | 村数     | 村名 |
| ------ | ---------- | -------- | --- |
| 幕府領 | 幕府領     | 30村     | 郷渡村、新郷渡村、高萩新田村、社仁井田村、小松新田村、松原新田村、金山村、関場村、高木村、若栗新田村、嘉左衛門新田村、大田輪村、川原田村、二子塚村、滑津村、小田川村、太田川村、踏瀬村、踏瀬新田村、大和久村、須乗村、須乗新田、上新城村、中新城村、下新城村、町屋村、十軒新田村、七軒新田、二子塚新田村、山崎新田村 |
| 藩領   | 陸奥白河藩 | 7町 45村 | 本町、中町、天神町、新町、横町、田町、桜町、学田新田、奉公人新田、大村、本沼村、久田野村、大和田村、泉崎村、松倉村、北平山村、北平山新田、関和久村、蕪内村、借宿村、田島村、船田村、板橋村、双石村、十文字村、泉田村、新小萱村、根田村、米村、柏野村、長坂村、上羽太村、下羽太村、真船村、鶴生村、小田倉村、小田倉新田村、小田新田村、折口新田村、真名子新田、熊倉村、熊倉新田村、白坂村、皮籠村、夏梨村、旗宿村、油田新田、大谷地村、三城目村、増見村、飯土用村、三城目新田 |
| 藩領   | 越後高田藩 | 24村     | 釜子村、中寺村、堀ノ内村、河東田村、深渡戸村、小貫村、宮村、小松村、内松村、中野村、番沢村、梁森村、三森村、下羽原村、栃本村、千田村、形見村、上野出島村、深仁井田村、吉岡村、下野出島村、大竹村、細倉村、二枚橋村 |

- 慶応2年6月19日（1866年7月30日） - 白河藩主阿部正静が陸奥棚倉藩に転封され、白河藩領は二本松藩の預地となる。
- 慶応4年2月1日（1868年2月23日） - 阿部正静の白河藩復帰が決定。
- 慶応4年8月8日（1868年9月23日） - 幕府領・旧白河藩領が白河民政局の管轄となる。
- 明治元年12月7日（1869年1月19日）
  - 陸奥国が分割され、本郡は磐城国の所属となる。
  - 白河藩領が磐城守山藩取締地となる。
- 明治元年12月24日（1869年2月5日） - 阿部氏の白河藩復帰が取り止めとなり、棚倉藩に戻される。
- 明治2年8月7日（1869年9月12日） - 白河民政局が白河県に改称。守山藩の管轄が終了。
- 明治4年7月14日（1871年8月29日） - 廃藩置県により、藩領が高田県となる。
- 明治4年11月2日（1871年12月13日） - 第1次府県統合により、全域が二本松県の管轄となる。
- 明治4年11月14日（1871年12月25日） - 二本松県が福島県に改称。
- 明治8年（1875年） - 石川郡のうち阿武隈川以西の11村（矢吹村、矢吹新田、中畑村、中畑新田、大畑村、堤村、神田村、松崎村、中野目村、明岡村、明岡新田）の所属郡が当郡に変更[2]。（7町110村）
- 明治9年（1876年）（1町99村）
  - 踏瀬新田村・十軒新田村が合併して踏瀬村となる。
  - 本町・中町・天神町・新町・横町・田町・桜町・奉公人新田・十文字村・夏梨村および学田新田の一部が合併して白河町となる。
  - 皮籠村および学田新田の残部が白坂村に、七軒新田が松倉村に、二子塚新田村が二子塚村に、北平山新田が北平山村に、三城目新田が三城目村に、矢吹新田が矢吹村にそれぞれ合併。
- 明治10年（1877年）（1町79村）
  - 郷渡村・新郷渡村・二枚橋村が合併して関辺村となる。
  - 高萩新田村・社仁井田村が合併して社田村となる。
  - 関場村・宮村が合併して八幡村となる。
  - 新小萱村・根田村が合併して萱根村となる。
  - 上羽太村・下羽太村・真名子新田が合併して羽太村となる。
  - 大谷地村・飯土用村が合併して豊地村となる。
  - 松原新田村・山崎新田村が番沢村に、小松新田村が小松村に、若栗新田村・嘉左衛門新田村が釜子村に、小田倉新田村・小田新田村が小田倉村に、折口新田村が真船村に、熊倉新田村が熊倉村に、油田新田が旗宿村に、大竹村が上野出島村に、細倉村が借宿村にそれぞれ合併。
- 明治12年（1879年）1月27日 - 郡区町村編制法の福島県での施行により、白河郡の区域をもって行政区画としての西白河郡が発足。郡役所が白河町に設置。（1町79村）
- 明治19年（1886年） - 明岡村・明岡新田が合併して明新村となる。（1町78村）

### 町村制以降の沿革

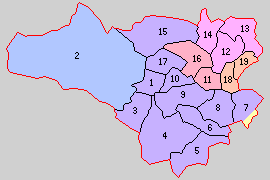
1.白河町 2.西郷村 3.白坂村 4.古関村 5.金山村 6.社村 7.小野田村 8.釜子村 9.五箇村 10.大沼村 11.関平村 12.中畑村 13.三神村 14.矢吹村 15.信夫村 16.川崎村 17.小田川村 18.吉子河村 19.滑津村（紫：白河市 赤：泉崎村 橙：中島村 桃：矢吹町 黄：石川郡浅川町 青：西郷村）

- 明治22年（1889年）4月1日 - 町村制の施行により、以下の町村が発足。（1町18村）
  - 白河町（単独町制。現・白河市）
  - 西郷村 ← 米村、長坂村、柏野村、羽太村、熊倉村、鶴生村、真船村、小田倉村（現存）
  - 白坂村（単独村制。現・白河市）
  - 古関村 ← 旗宿村、中野村、内松村、番沢村、社田村、関辺村（現・白河市）
  - 金山村 ← 金山村、梁森村、高木村、三森村、下羽原村（現・白河市）
  - 社村 ← 小松村、八幡村、中寺村、堀ノ内村、河東田村、深渡戸村（現・白河市）
  - 小野田村 ← 小貫村、大田輪村（現・石川郡浅川町）、下野出島村、上野出島村（現・白河市）
  - 釜子村 ← 釜子村、千田村、形見村、栃本村、深仁井田村（現・白河市）
  - 五箇村 ← 蕪内村、借宿村、田島村、船田村、板橋村、双石村（現・白河市）
  - 大沼村 ← 大村、久田野村、大和田村、本沼村（現・白河市）
  - 関平村 ← 関和久村、北平山村（現・泉崎村）
  - 中畑村 ← 松倉村、中畑村、大畑村（現・矢吹町）
  - 三神村 ← 三城目村、須乗村、須乗新田、神田村、堤村、中野目村、明新村（現・矢吹町）
  - 矢吹村 ← 矢吹村、中畑新田村、大和久村（現・矢吹町）
  - 信夫村 ← 下新城村、中新城村、上新城村、町屋村、増見村、豊地村［飯土用］（現・白河市）
  - 川崎村 ← 踏瀬村、太田川村、泉崎村（現・泉崎村）
  - 小田川村 ← 小田川村、泉田村、萱根村、豊地村［大谷地］（現・白河市）
  - 吉子川村 ← 川原田村、二子塚村、吉岡村（現・中島村）
  - 滑津村 ← 滑津村、松崎村（現・中島村）
- 明治30年（1897年）10月1日 - 郡制を施行。
- 明治36年（1903年）12月1日 - 矢吹村が町制施行して矢吹町となる。（2町17村）
- 明治40年（1907年）4月1日 - 五箇村の一部（大字蕪内）が釜子村に編入。
- 大正12年（1923年）4月1日 - 郡会が廃止。郡役所は存続。
- 大正15年（1926年）7月1日 - 郡役所が廃止。以降は地域区分名称となる。
- 昭和24年（1949年）4月1日 - 白河町・大沼村が合併して白河市が発足し、郡より離脱。（1町16村）
- 昭和26年（1951年）4月1日 - 岩瀬郡大屋村の所属郡を当郡に変更。（1町17村）
- 昭和29年（1954年）
  - 3月31日 - 白坂村が白河市に編入。（1町16村）
  - 10月1日（1町14村） 
    - 川崎村・関平村が合併して泉崎村が発足。
    - 小田川村が白河市に編入。
- 昭和30年（1955年）
  - 1月1日 - 滑津村・吉子川村が合併して中島村が発足。（1町13村）
  - 2月1日 - 金山村・古関村・社村が合併して表郷村が発足。（1町11村）
  - 3月1日（1町9村）
    - 小野田村・釜子村が合併して東村が発足。
    - 五箇村を白河市に編入。

  - 3月31日 - 矢吹町・中畑村・三神村および岩瀬郡広戸村の一部（大字柿之内および小川・高林の一部）が合併し、改めて矢吹町が発足。（1町7村）
  - 4月10日 - 大屋村と信夫村が合併して大信村が発足。（1町6村）
  - 8月1日 - 表郷村の一部（大字関辺・旗宿）が白河市に編入。
  - 8月20日 - 東村の一部（大字小貫・大田輪）が石川郡浅川町に編入。
- 平成17年（2005年）11月7日 - 表郷村・大信村・東村が白河市と合併し、改めて白河市が発足、郡より離脱。（1町3村）

### 変遷表
| 藩政期           | 明治12年       | 明治22年4月1日 | 明治22年 - 大正15年                        | 昭和1年 - 昭和28年             | 昭和29年 - 昭和63年          | 昭和29年 - 昭和63年                | 平成1年 - 現在         | 現在          |
| ---------------- | -------------- | -------------- | ------------------------------------------ | ------------------------------ | ---------------------------- | ---------------------------------- | ---------------------- | ------------- |
| 本町村           | 白河町         | 白河町         | 白河町                                     | 昭和24年4月1日 白河市          | 白河市                       | 白河市                             | 平成17年11月7日 白河市 | 白河市        |
| 桜町村           | 白河町         | 白河町         | 白河町                                     | 昭和24年4月1日 白河市          | 白河市                       | 白河市                             | 平成17年11月7日 白河市 | 白河市        |
| 新町村           | 白河町         | 白河町         | 白河町                                     | 昭和24年4月1日 白河市          | 白河市                       | 白河市                             | 平成17年11月7日 白河市 | 白河市        |
| 田町村           | 白河町         | 白河町         | 白河町                                     | 昭和24年4月1日 白河市          | 白河市                       | 白河市                             | 平成17年11月7日 白河市 | 白河市        |
| 天神町村         | 白河町         | 白河町         | 白河町                                     | 昭和24年4月1日 白河市          | 白河市                       | 白河市                             | 平成17年11月7日 白河市 | 白河市        |
| 中町村           | 白河町         | 白河町         | 白河町                                     | 昭和24年4月1日 白河市          | 白河市                       | 白河市                             | 平成17年11月7日 白河市 | 白河市        |
| 横町村           | 白河町         | 白河町         | 白河町                                     | 昭和24年4月1日 白河市          | 白河市                       | 白河市                             | 平成17年11月7日 白河市 | 白河市        |
| 十文字村         | 白河町         | 白河町         | 白河町                                     | 昭和24年4月1日 白河市          | 白河市                       | 白河市                             | 平成17年11月7日 白河市 | 白河市        |
| 夏梨子村         | 白河町         | 白河町         | 白河町                                     | 昭和24年4月1日 白河市          | 白河市                       | 白河市                             | 平成17年11月7日 白河市 | 白河市        |
| 学田新田村       | 白河町         | 白河町         | 白河町                                     | 昭和24年4月1日 白河市          | 白河市                       | 白河市                             | 平成17年11月7日 白河市 | 白河市        |
| 奉公人新田村     | 白河町         | 白河町         | 白河町                                     | 昭和24年4月1日 白河市          | 白河市                       | 白河市                             | 平成17年11月7日 白河市 | 白河市        |
| 久田野村         | 久田野村       | 大沼村         | 大沼村                                     | 昭和24年4月1日 白河市          | 白河市                       | 白河市                             | 平成17年11月7日 白河市 | 白河市        |
| 大村             | 大村           | 大沼村         | 大沼村                                     | 昭和24年4月1日 白河市          | 白河市                       | 白河市                             | 平成17年11月7日 白河市 | 白河市        |
| 本沼村           | 本沼村         | 大沼村         | 大沼村                                     | 昭和24年4月1日 白河市          | 白河市                       | 白河市                             | 平成17年11月7日 白河市 | 白河市        |
| 大和田村         | 大和田村       | 大沼村         | 大沼村                                     | 昭和24年4月1日 白河市          | 白河市                       | 白河市                             | 平成17年11月7日 白河市 | 白河市        |
| 白坂村           | 白坂村         | 白坂村         | 白坂村                                     | 白坂村                         | 昭和29年3月31日 白河市に編入 | 昭和29年3月31日 白河市に編入       | 平成17年11月7日 白河市 | 白河市        |
| 皮籠村           | 白坂村         | 白坂村         | 白坂村                                     | 白坂村                         | 昭和29年3月31日 白河市に編入 | 昭和29年3月31日 白河市に編入       | 平成17年11月7日 白河市 | 白河市        |
| 小田川村         | 小田川村       | 小田川村       | 小田川村                                   | 小田川村                       | 昭和29年10月1日 白河市に編入 | 昭和29年10月1日 白河市に編入       | 平成17年11月7日 白河市 | 白河市        |
| 泉田村           | 泉田村         | 小田川村       | 小田川村                                   | 小田川村                       | 昭和29年10月1日 白河市に編入 | 昭和29年10月1日 白河市に編入       | 平成17年11月7日 白河市 | 白河市        |
| 新小萱村         | 萱根村         | 小田川村       | 小田川村                                   | 小田川村                       | 昭和29年10月1日 白河市に編入 | 昭和29年10月1日 白河市に編入       | 平成17年11月7日 白河市 | 白河市        |
| 根田村           | 萱根村         | 小田川村       | 小田川村                                   | 小田川村                       | 昭和29年10月1日 白河市に編入 | 昭和29年10月1日 白河市に編入       | 平成17年11月7日 白河市 | 白河市        |
| 大谷地村         | 豊地村         | 小田川村       | 小田川村                                   | 小田川村                       | 昭和29年10月1日 白河市に編入 | 昭和29年10月1日 白河市に編入       | 平成17年11月7日 白河市 | 白河市        |
| 双石村           | 双石村         | 五箇村         | 明治40年4月1日 旧・蕪内村域を 釜子村に編入 | 五箇村                         | 昭和30年3月1日 白河市に編入  | 昭和30年3月1日 白河市に編入        | 平成17年11月7日 白河市 | 白河市        |
| 板橋村           | 板橋村         | 五箇村         | 明治40年4月1日 旧・蕪内村域を 釜子村に編入 | 五箇村                         | 昭和30年3月1日 白河市に編入  | 昭和30年3月1日 白河市に編入        | 平成17年11月7日 白河市 | 白河市        |
| 田島村           | 田島村         | 五箇村         | 明治40年4月1日 旧・蕪内村域を 釜子村に編入 | 五箇村                         | 昭和30年3月1日 白河市に編入  | 昭和30年3月1日 白河市に編入        | 平成17年11月7日 白河市 | 白河市        |
| 船田村           | 船田村         | 五箇村         | 明治40年4月1日 旧・蕪内村域を 釜子村に編入 | 五箇村                         | 昭和30年3月1日 白河市に編入  | 昭和30年3月1日 白河市に編入        | 平成17年11月7日 白河市 | 白河市        |
| 借宿村           | 借宿村         | 五箇村         | 明治40年4月1日 旧・蕪内村域を 釜子村に編入 | 五箇村                         | 昭和30年3月1日 白河市に編入  | 昭和30年3月1日 白河市に編入        | 平成17年11月7日 白河市 | 白河市        |
| 細倉村           | 借宿村         | 五箇村         | 明治40年4月1日 旧・蕪内村域を 釜子村に編入 | 五箇村                         | 昭和30年3月1日 白河市に編入  | 昭和30年3月1日 白河市に編入        | 平成17年11月7日 白河市 | 白河市        |
| 蕪内村           | 蕪内村         | 五箇村         | 釜子村                                     | 釜子村                         | 昭和30年3月1日 東村          | 東村                               | 平成17年11月7日 白河市 | 白河市        |
| 釜子村           | 釜子村         | 釜子村         | 釜子村                                     | 釜子村                         | 昭和30年3月1日 東村          | 東村                               | 平成17年11月7日 白河市 | 白河市        |
| 若栗新田村       | 釜子村         | 釜子村         | 釜子村                                     | 釜子村                         | 昭和30年3月1日 東村          | 東村                               | 平成17年11月7日 白河市 | 白河市        |
| 嘉左衛門新田村   | 釜子村         | 釜子村         | 釜子村                                     | 釜子村                         | 昭和30年3月1日 東村          | 東村                               | 平成17年11月7日 白河市 | 白河市        |
| 形見村           | 形見村         | 釜子村         | 釜子村                                     | 釜子村                         | 昭和30年3月1日 東村          | 東村                               | 平成17年11月7日 白河市 | 白河市        |
| 千田村           | 千田村         | 釜子村         | 釜子村                                     | 釜子村                         | 昭和30年3月1日 東村          | 東村                               | 平成17年11月7日 白河市 | 白河市        |
| 栃本村           | 栃本村         | 釜子村         | 釜子村                                     | 釜子村                         | 昭和30年3月1日 東村          | 東村                               | 平成17年11月7日 白河市 | 白河市        |
| 深仁井田村       | 深仁井田村     | 釜子村         | 釜子村                                     | 釜子村                         | 昭和30年3月1日 東村          | 東村                               | 平成17年11月7日 白河市 | 白河市        |
| 上野出島村       | 上野出島村     | 小野田村       | 小野田村                                   | 小野田村                       | 昭和30年3月1日 東村          | 東村                               | 平成17年11月7日 白河市 | 白河市        |
| 大竹村           | 上野出島村     | 小野田村       | 小野田村                                   | 小野田村                       | 昭和30年3月1日 東村          | 東村                               | 平成17年11月7日 白河市 | 白河市        |
| 下野出島村       | 下野出島村     | 小野田村       | 小野田村                                   | 小野田村                       | 昭和30年3月1日 東村          | 東村                               | 平成17年11月7日 白河市 | 白河市        |
| 小貫村           | 小貫村         | 小野田村       | 小野田村                                   | 小野田村                       | 昭和30年3月1日 東村          | 昭和30年8月20日 石川郡浅川町に編入 | 石川郡 浅川町          | 石川郡 浅川町 |
| 大田輪村         | 大田輪村       | 小野田村       | 小野田村                                   | 小野田村                       | 昭和30年3月1日 東村          | 昭和30年8月20日 石川郡浅川町に編入 | 石川郡 浅川町          | 石川郡 浅川町 |
| 旗宿村           | 旗宿村         | 古関村         | 古関村                                     | 古関村                         | 昭和30年2月1日 表郷村        | 昭和30年8月1日 白河市に編入        | 平成17年11月7日 白河市 | 白河市        |
| 油田新田村       | 旗宿村         | 古関村         | 古関村                                     | 古関村                         | 昭和30年2月1日 表郷村        | 昭和30年8月1日 白河市に編入        | 平成17年11月7日 白河市 | 白河市        |
| 郷渡村           | 関辺村         | 古関村         | 古関村                                     | 古関村                         | 昭和30年2月1日 表郷村        | 昭和30年8月1日 白河市に編入        | 平成17年11月7日 白河市 | 白河市        |
| 新郷渡村         | 関辺村         | 古関村         | 古関村                                     | 古関村                         | 昭和30年2月1日 表郷村        | 昭和30年8月1日 白河市に編入        | 平成17年11月7日 白河市 | 白河市        |
| 二枚橋村         | 関辺村         | 古関村         | 古関村                                     | 古関村                         | 昭和30年2月1日 表郷村        | 昭和30年8月1日 白河市に編入        | 平成17年11月7日 白河市 | 白河市        |
| 内松村           | 内松村         | 古関村         | 古関村                                     | 古関村                         | 昭和30年2月1日 表郷村        | 表郷村                             | 平成17年11月7日 白河市 | 白河市        |
| 中野村           | 中野村         | 古関村         | 古関村                                     | 古関村                         | 昭和30年2月1日 表郷村        | 表郷村                             | 平成17年11月7日 白河市 | 白河市        |
| 番沢村           | 番沢村         | 古関村         | 古関村                                     | 古関村                         | 昭和30年2月1日 表郷村        | 表郷村                             | 平成17年11月7日 白河市 | 白河市        |
| 松原新田村       | 番沢村         | 古関村         | 古関村                                     | 古関村                         | 昭和30年2月1日 表郷村        | 表郷村                             | 平成17年11月7日 白河市 | 白河市        |
| 山崎新田村       | 番沢村         | 古関村         | 古関村                                     | 古関村                         | 昭和30年2月1日 表郷村        | 表郷村                             | 平成17年11月7日 白河市 | 白河市        |
| 社仁井田村       | 社田村         | 古関村         | 古関村                                     | 古関村                         | 昭和30年2月1日 表郷村        | 表郷村                             | 平成17年11月7日 白河市 | 白河市        |
| 高萩新田村       | 社田村         | 古関村         | 古関村                                     | 古関村                         | 昭和30年2月1日 表郷村        | 表郷村                             | 平成17年11月7日 白河市 | 白河市        |
| 金山村           | 金山村         | 金山村         | 金山村                                     | 金山村                         | 昭和30年2月1日 表郷村        | 表郷村                             | 平成17年11月7日 白河市 | 白河市        |
| 下羽原村         | 下羽原村       | 金山村         | 金山村                                     | 金山村                         | 昭和30年2月1日 表郷村        | 表郷村                             | 平成17年11月7日 白河市 | 白河市        |
| 高木村           | 高木村         | 金山村         | 金山村                                     | 金山村                         | 昭和30年2月1日 表郷村        | 表郷村                             | 平成17年11月7日 白河市 | 白河市        |
| 三森村           | 三森村         | 金山村         | 金山村                                     | 金山村                         | 昭和30年2月1日 表郷村        | 表郷村                             | 平成17年11月7日 白河市 | 白河市        |
| 梁森村           | 梁森村         | 金山村         | 金山村                                     | 金山村                         | 昭和30年2月1日 表郷村        | 表郷村                             | 平成17年11月7日 白河市 | 白河市        |
| 小松村           | 小松村         | 社村           | 社村                                       | 社村                           | 昭和30年2月1日 表郷村        | 表郷村                             | 平成17年11月7日 白河市 | 白河市        |
| 小松新田村       | 小松村         | 社村           | 社村                                       | 社村                           | 昭和30年2月1日 表郷村        | 表郷村                             | 平成17年11月7日 白河市 | 白河市        |
| 宮村             | 八幡村         | 社村           | 社村                                       | 社村                           | 昭和30年2月1日 表郷村        | 表郷村                             | 平成17年11月7日 白河市 | 白河市        |
| 関場村           | 八幡村         | 社村           | 社村                                       | 社村                           | 昭和30年2月1日 表郷村        | 表郷村                             | 平成17年11月7日 白河市 | 白河市        |
| 河東田村         | 河東田村       | 社村           | 社村                                       | 社村                           | 昭和30年2月1日 表郷村        | 表郷村                             | 平成17年11月7日 白河市 | 白河市        |
| 中寺村           | 中寺村         | 社村           | 社村                                       | 社村                           | 昭和30年2月1日 表郷村        | 表郷村                             | 平成17年11月7日 白河市 | 白河市        |
| 深渡戸村         | 深渡戸村       | 社村           | 社村                                       | 社村                           | 昭和30年2月1日 表郷村        | 表郷村                             | 平成17年11月7日 白河市 | 白河市        |
| 堀之内村         | 堀之内村       | 社村           | 社村                                       | 社村                           | 昭和30年2月1日 表郷村        | 表郷村                             | 平成17年11月7日 白河市 | 白河市        |
| 上新城村         | 上新城村       | 信夫村         | 信夫村                                     | 信夫村                         | 昭和30年4月10日 大信村       | 昭和30年4月10日 大信村             | 平成17年11月7日 白河市 | 白河市        |
| 中新城村         | 中新城村       | 信夫村         | 信夫村                                     | 信夫村                         | 昭和30年4月10日 大信村       | 昭和30年4月10日 大信村             | 平成17年11月7日 白河市 | 白河市        |
| 下新城村         | 下新城村       | 信夫村         | 信夫村                                     | 信夫村                         | 昭和30年4月10日 大信村       | 昭和30年4月10日 大信村             | 平成17年11月7日 白河市 | 白河市        |
| 増見村           | 増見村         | 信夫村         | 信夫村                                     | 信夫村                         | 昭和30年4月10日 大信村       | 昭和30年4月10日 大信村             | 平成17年11月7日 白河市 | 白河市        |
| 町屋村           | 町屋村         | 信夫村         | 信夫村                                     | 信夫村                         | 昭和30年4月10日 大信村       | 昭和30年4月10日 大信村             | 平成17年11月7日 白河市 | 白河市        |
| 飯土用村         | 豊地村         | 信夫村         | 信夫村                                     | 信夫村                         | 昭和30年4月10日 大信村       | 昭和30年4月10日 大信村             | 平成17年11月7日 白河市 | 白河市        |
| 〔岩〕滑里川村   | 〔岩〕隈戸村   | 岩瀬郡 大屋村  | 岩瀬郡 大屋村                              | 昭和26年4月1日 西白河郡 大屋村 | 昭和30年4月10日 大信村       | 昭和30年4月10日 大信村             | 平成17年11月7日 白河市 | 白河市        |
| 〔岩〕上小屋村   | 〔岩〕隈戸村   | 岩瀬郡 大屋村  | 岩瀬郡 大屋村                              | 昭和26年4月1日 西白河郡 大屋村 | 昭和30年4月10日 大信村       | 昭和30年4月10日 大信村             | 平成17年11月7日 白河市 | 白河市        |
| 〔岩〕下小屋村   | 〔岩〕下小屋村 | 岩瀬郡 大屋村  | 岩瀬郡 大屋村                              | 昭和26年4月1日 西白河郡 大屋村 | 昭和30年4月10日 大信村       | 昭和30年4月10日 大信村             | 平成17年11月7日 白河市 | 白河市        |
| 〔石〕矢吹村     | 矢吹村         | 矢吹村         | 明治36年12月1日 町制施行 矢吹町            | 矢吹町                         | 昭和30年3月31日 矢吹町       | 昭和30年3月31日 矢吹町             | 矢吹町                 | 矢吹町        |
| 〔石〕矢吹新田村 | 矢吹新田村     | 矢吹村         | 明治36年12月1日 町制施行 矢吹町            | 矢吹町                         | 昭和30年3月31日 矢吹町       | 昭和30年3月31日 矢吹町             | 矢吹町                 | 矢吹町        |
| 〔石〕中畑新田村 | 中畑新田村     | 矢吹村         | 明治36年12月1日 町制施行 矢吹町            | 矢吹町                         | 昭和30年3月31日 矢吹町       | 昭和30年3月31日 矢吹町             | 矢吹町                 | 矢吹町        |
| 大和久村         | 大和久村       | 矢吹村         | 明治36年12月1日 町制施行 矢吹町            | 矢吹町                         | 昭和30年3月31日 矢吹町       | 昭和30年3月31日 矢吹町             | 矢吹町                 | 矢吹町        |
| 〔石〕中畑村     | 中畑村         | 中畑村         | 中畑村                                     | 中畑村                         | 昭和30年3月31日 矢吹町       | 昭和30年3月31日 矢吹町             | 矢吹町                 | 矢吹町        |
| 〔石〕大畑村     | 大畑村         | 中畑村         | 中畑村                                     | 中畑村                         | 昭和30年3月31日 矢吹町       | 昭和30年3月31日 矢吹町             | 矢吹町                 | 矢吹町        |
| 松倉村           | 松倉村         | 中畑村         | 中畑村                                     | 中畑村                         | 昭和30年3月31日 矢吹町       | 昭和30年3月31日 矢吹町             | 矢吹町                 | 矢吹町        |
| 七軒新田村       | 松倉村         | 中畑村         | 中畑村                                     | 中畑村                         | 昭和30年3月31日 矢吹町       | 昭和30年3月31日 矢吹町             | 矢吹町                 | 矢吹町        |
| 三城目村         | 三城目村       | 三神村         | 三神村                                     | 三神村                         | 昭和30年3月31日 矢吹町       | 昭和30年3月31日 矢吹町             | 矢吹町                 | 矢吹町        |
| 三城目新田村     | 三城目村       | 三神村         | 三神村                                     | 三神村                         | 昭和30年3月31日 矢吹町       | 昭和30年3月31日 矢吹町             | 矢吹町                 | 矢吹町        |
| 須乗村           | 須乗村         | 三神村         | 三神村                                     | 三神村                         | 昭和30年3月31日 矢吹町       | 昭和30年3月31日 矢吹町             | 矢吹町                 | 矢吹町        |
| 須乗新田村       | 須乗村         | 三神村         | 三神村                                     | 三神村                         | 昭和30年3月31日 矢吹町       | 昭和30年3月31日 矢吹町             | 矢吹町                 | 矢吹町        |
| 〔石〕神田村     | 神田村         | 三神村         | 三神村                                     | 三神村                         | 昭和30年3月31日 矢吹町       | 昭和30年3月31日 矢吹町             | 矢吹町                 | 矢吹町        |
| 〔石〕堤村       | 堤村           | 三神村         | 三神村                                     | 三神村                         | 昭和30年3月31日 矢吹町       | 昭和30年3月31日 矢吹町             | 矢吹町                 | 矢吹町        |
| 〔石〕中野目村   | 中野目村       | 三神村         | 三神村                                     | 三神村                         | 昭和30年3月31日 矢吹町       | 昭和30年3月31日 矢吹町             | 矢吹町                 | 矢吹町        |
| 〔石〕明岡村     | 明岡村         | 三神村         | 三神村                                     | 三神村                         | 昭和30年3月31日 矢吹町       | 昭和30年3月31日 矢吹町             | 矢吹町                 | 矢吹町        |
| 〔石〕明岡新田村 | 明岡新田村     | 三神村         | 三神村                                     | 三神村                         | 昭和30年3月31日 矢吹町       | 昭和30年3月31日 矢吹町             | 矢吹町                 | 矢吹町        |
| 泉崎村           | 泉崎村         | 川崎村         | 川崎村                                     | 川崎村                         | 昭和29年10月1日 泉崎村       | 昭和29年10月1日 泉崎村             | 泉崎村                 | 泉崎村        |
| 大田川村         | 大田川村       | 川崎村         | 川崎村                                     | 川崎村                         | 昭和29年10月1日 泉崎村       | 昭和29年10月1日 泉崎村             | 泉崎村                 | 泉崎村        |
| 踏瀬村           | 踏瀬村         | 川崎村         | 川崎村                                     | 川崎村                         | 昭和29年10月1日 泉崎村       | 昭和29年10月1日 泉崎村             | 泉崎村                 | 泉崎村        |
| 踏瀬新田村       | 踏瀬村         | 川崎村         | 川崎村                                     | 川崎村                         | 昭和29年10月1日 泉崎村       | 昭和29年10月1日 泉崎村             | 泉崎村                 | 泉崎村        |
| 十軒新田村       | 踏瀬村         | 川崎村         | 川崎村                                     | 川崎村                         | 昭和29年10月1日 泉崎村       | 昭和29年10月1日 泉崎村             | 泉崎村                 | 泉崎村        |
| 関和久村         | 関和久村       | 関平村         | 関平村                                     | 関平村                         | 昭和29年10月1日 泉崎村       | 昭和29年10月1日 泉崎村             | 泉崎村                 | 泉崎村        |
| 北平山村         | 北平山村       | 関平村         | 関平村                                     | 関平村                         | 昭和29年10月1日 泉崎村       | 昭和29年10月1日 泉崎村             | 泉崎村                 | 泉崎村        |
| 北平山新田村     | 北平山村       | 関平村         | 関平村                                     | 関平村                         | 昭和29年10月1日 泉崎村       | 昭和29年10月1日 泉崎村             | 泉崎村                 | 泉崎村        |
| 滑津村           | 滑津村         | 滑津村         | 滑津村                                     | 滑津村                         | 昭和30年1月1日 中島村        | 昭和30年1月1日 中島村              | 中島村                 | 中島村        |
| 〔石〕松崎村     | 松崎村         | 滑津村         | 滑津村                                     | 滑津村                         | 昭和30年1月1日 中島村        | 昭和30年1月1日 中島村              | 中島村                 | 中島村        |
| 吉岡村           | 吉岡村         | 吉子川村       | 吉子川村                                   | 吉子川村                       | 昭和30年1月1日 中島村        | 昭和30年1月1日 中島村              | 中島村                 | 中島村        |
| 二子塚村         | 二子塚村       | 吉子川村       | 吉子川村                                   | 吉子川村                       | 昭和30年1月1日 中島村        | 昭和30年1月1日 中島村              | 中島村                 | 中島村        |
| 二子塚新田村     | 二子塚村       | 吉子川村       | 吉子川村                                   | 吉子川村                       | 昭和30年1月1日 中島村        | 昭和30年1月1日 中島村              | 中島村                 | 中島村        |
| 川原田村         | 川原田村       | 吉子川村       | 吉子川村                                   | 吉子川村                       | 昭和30年1月1日 中島村        | 昭和30年1月1日 中島村              | 中島村                 | 中島村        |
| 小田倉村         | 小田倉村       | 西郷村         | 西郷村                                     | 西郷村                         | 西郷村                       | 西郷村                             | 西郷村                 | 西郷村        |
| 小田新田村       | 小田倉村       | 西郷村         | 西郷村                                     | 西郷村                         | 西郷村                       | 西郷村                             | 西郷村                 | 西郷村        |
| 小田倉新田村     | 小田倉村       | 西郷村         | 西郷村                                     | 西郷村                         | 西郷村                       | 西郷村                             | 西郷村                 | 西郷村        |
| 柏野村           | 柏野村         | 西郷村         | 西郷村                                     | 西郷村                         | 西郷村                       | 西郷村                             | 西郷村                 | 西郷村        |
| 熊倉村           | 熊倉村         | 西郷村         | 西郷村                                     | 西郷村                         | 西郷村                       | 西郷村                             | 西郷村                 | 西郷村        |
| 熊倉新田村       | 熊倉村         | 西郷村         | 西郷村                                     | 西郷村                         | 西郷村                       | 西郷村                             | 西郷村                 | 西郷村        |
| 鶴生村           | 鶴生村         | 西郷村         | 西郷村                                     | 西郷村                         | 西郷村                       | 西郷村                             | 西郷村                 | 西郷村        |
| 長坂村           | 長坂村         | 西郷村         | 西郷村                                     | 西郷村                         | 西郷村                       | 西郷村                             | 西郷村                 | 西郷村        |
| 上羽太村         | 羽太村         | 西郷村         | 西郷村                                     | 西郷村                         | 西郷村                       | 西郷村                             | 西郷村                 | 西郷村        |
| 下羽太村         | 羽太村         | 西郷村         | 西郷村                                     | 西郷村                         | 西郷村                       | 西郷村                             | 西郷村                 | 西郷村        |
| 真名子新田村     | 羽太村         | 西郷村         | 西郷村                                     | 西郷村                         | 西郷村                       | 西郷村                             | 西郷村                 | 西郷村        |
| 真船村           | 真船村         | 西郷村         | 西郷村                                     | 西郷村                         | 西郷村                       | 西郷村                             | 西郷村                 | 西郷村        |
| 折口新田村       | 真船村         | 西郷村         | 西郷村                                     | 西郷村                         | 西郷村                       | 西郷村                             | 西郷村                 | 西郷村        |
| 米村             | 米村           | 西郷村         | 西郷村                                     | 西郷村                         | 西郷村                       | 西郷村                             | 西郷村                 | 西郷村        |

〔石〕－石川郡所属、〔岩〕－岩瀬郡所属

## 行政
歴代郡長
| 代 | 氏名       | 就任年月日                 | 退任年月日                 | 備考                   |
| -- | ---------- | -------------------------- | -------------------------- | ---------------------- |
| 1  | 亀封川尚辰 | 明治12年（1879年）1月27日  | 明治15年（1882年）5月2日   | [ 6 ]                  |
| 2  | 荒賀直哉   | 明治15年（1882年）5月1日   | 明治16年（1883年）11月26日 | [ 6 ]                  |
| 3  | 杉村正謙   | 明治16年（1883年）11月26日 | 明治17年（1884年）12月26日 | [ 6 ]                  |
| 4  | 北川良慎   | 明治17年（1884年）12月26日 | 明治19年（1886年）7月1日   | [ 6 ]                  |
| 5  | 富田通信   | 明治19年（1886年）6月9日   | 明治22年（1889年）7月4日   | [ 6 ]                  |
| 6  | 三淵隆衡   | 明治22年（1889年）7月4日   | 明治23年（1890年）4月1日   | [ 6 ]                  |
| 7  | 白井遠平   | 明治23年（1890年）4月1日   | 明治23年（1890年）6月23日  | [ 6 ]                  |
| 8  | 松村秀真   | 明治23年（1890年）7月16日  | 明治24年（1891年）12月15日 | [ 6 ]                  |
| 9  | 北川良慎   | 明治24年（1891年）12月15日 | 明治26年（1893年）3月14日  | 4代の再任              |
| 10 | 鶴牧分造   | 明治26年（1893年）3月14日  | 明治28年（1895年）11月26日 | [ 6 ]                  |
| 11 | 飯塚清通   | 明治28年（1895年）11月26日 | 明治31年（1898年）4月21日  | [ 6 ]                  |
| 12 | 熊川詳長   | 明治31年（1898年）4月21日  | 明治32年（1899年）4月21日  | [ 6 ]                  |
| 13 | 中村直敬   | 明治32年（1899年）4月21日  | 明治38年（1905年）10月21日 | [ 6 ]                  |
| 14 | 鈴木直清   | 明治38年（1905年）10月21日 | 明治42年（1909年）5月14日  | [ 6 ]                  |
| 15 | 神子伴助   | 明治42年（1909年）         | 大正2年（1913年）8月20日   | [ 6 ]                  |
| 16 | 丸野実行   | 大正2年（1913年）8月30日   |                            | [ 6 ]                  |
|    |            |                            | 大正15年（1926年）6月30日  | 郡役所廃止により、廃官 |